# Kulosaari (métro d'Helsinki)
Kulosaari (en finnois : Kulosaaren  metroasema et en suédois : Brändö metrostation est une station de la section commune aux lignes M1 et M2 du métro d'Helsinki. Elle est située au 2 Ukko-Pekan porras, dans le quartier de Kulosaari, à Helsinki en Finlande.
Mise en service en 1982, elle est, depuis 2017, desservie alternativement par les rames des lignes M1 et M2.

## Situation sur le réseau

Plan du métro.

Établie sur un remblai, Kulosaari est une station de passage de la section commune aux ligne M1 et M2 du métro d'Helsinki. Elle est située entre la station Kalasatama, en direction du terminus ouest M2 Tapiola ou en direction du  terminus ouest M1 Matinkylä, et la station Herttoniemi, en direction, de Mellunmäki terminus de la branche nord M2, et Vuosaari terminus de la branche est M1.
Elle dispose d'un quai central encadré par les deux voies de la ligne.

## Histoire
La station Kulosaari est mise en service le 1er juin 1982, lors de l'ouverture à l'exploitation de la première section du métro de Hakaniemi à Itäkeskus.

Installations avant rénovation
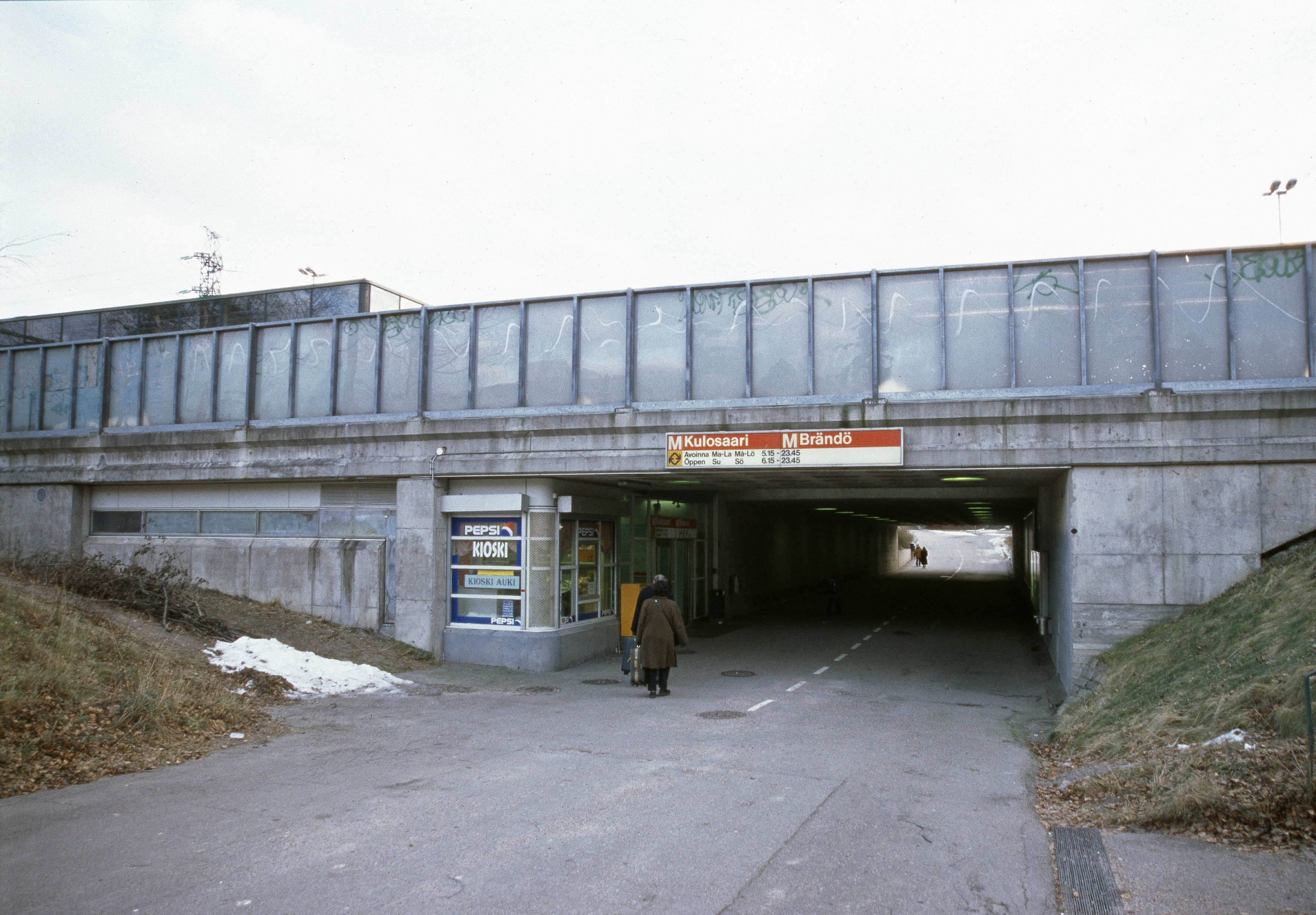
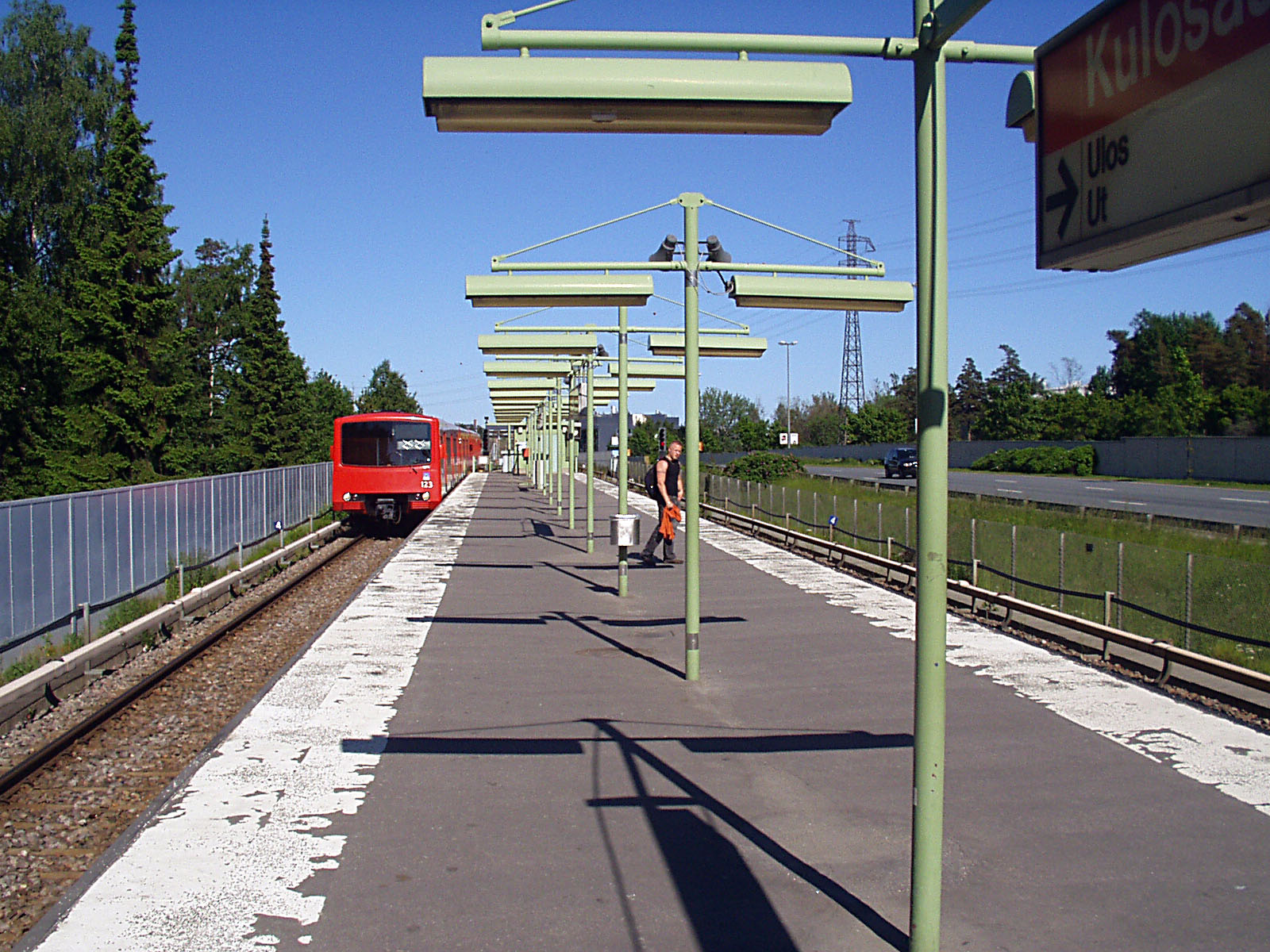
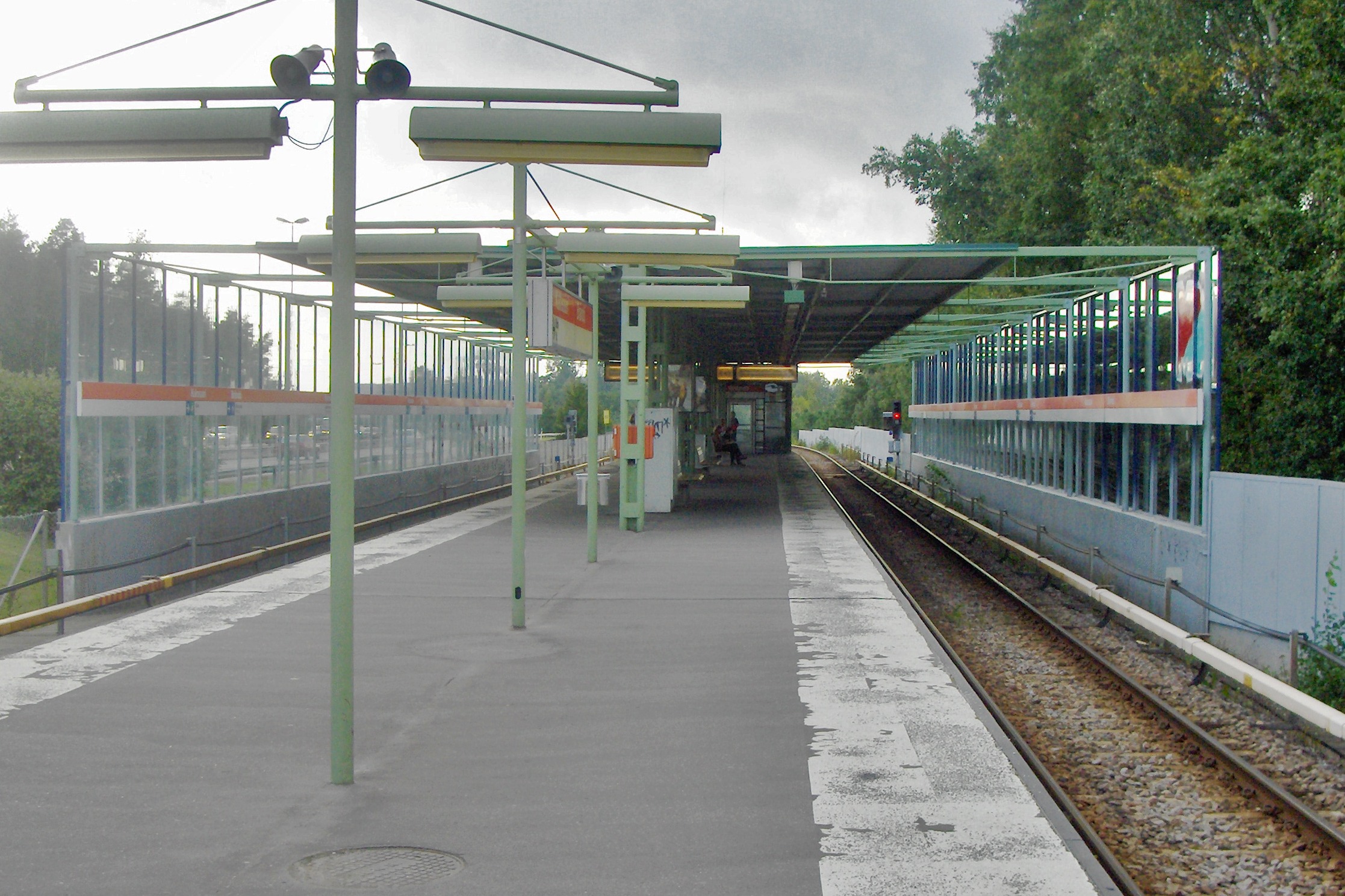

La station est fermée, provisoirement en juin 2010, pour pouvoir ouvrir un chantier de grande rénovation qui concerne le confort et la sécurité : agrandissement du hall des billets, installation d'escaliers mécaniques, couverture complète de la station et renouvellement de la surface du quai. Le chantier n'est pas encore achevé lors de la réouverture de la station en juin 2011.

## Services aux voyageurs

### Accès et accueil
Située au n°2 de la Ukko-Pekan porras, elle dispose d'un unique accès à un hall principal de billetterie et contrôle situés au niveau O. Des escaliers mécaniques et des ascenseurs, pour l'accessibilité des personnes à la mobilité réduite, permettent les liaisons avec le niveau 1, où se situent les quais de la station.

### Desserte
Kulosaari est desservie alternativement par les rames de la ligne M1 et de la ligne M2.

Installations et desserte
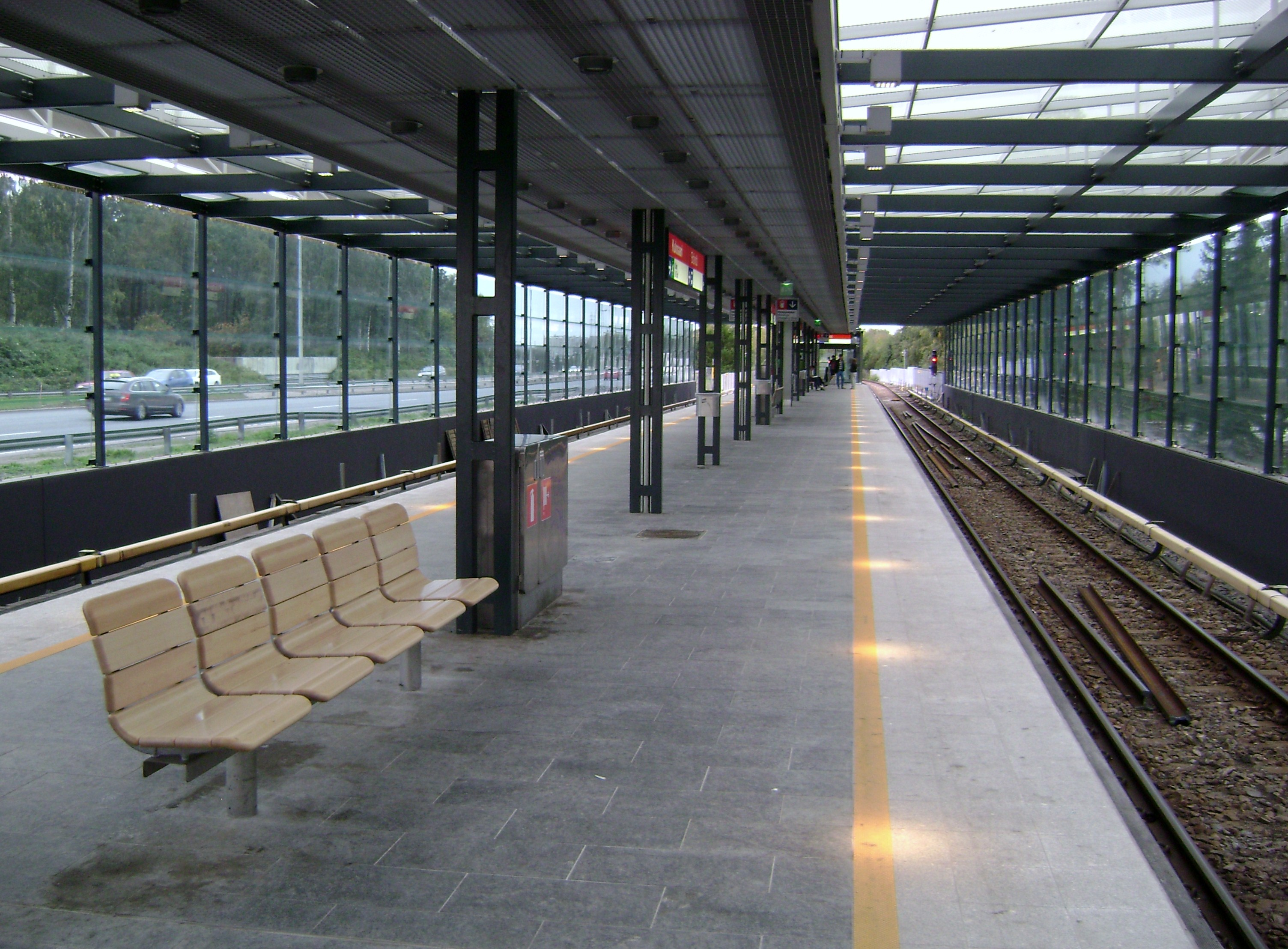
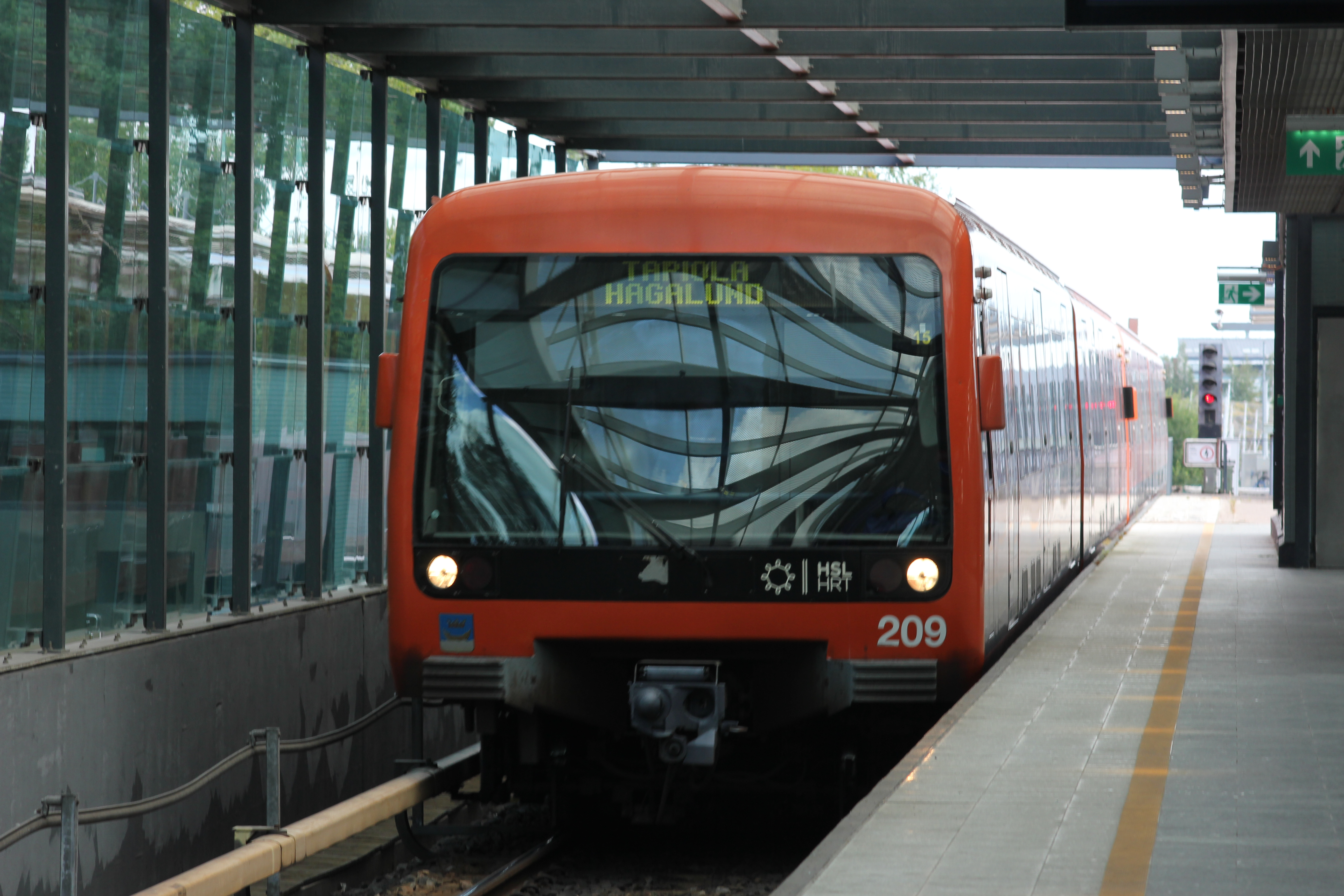
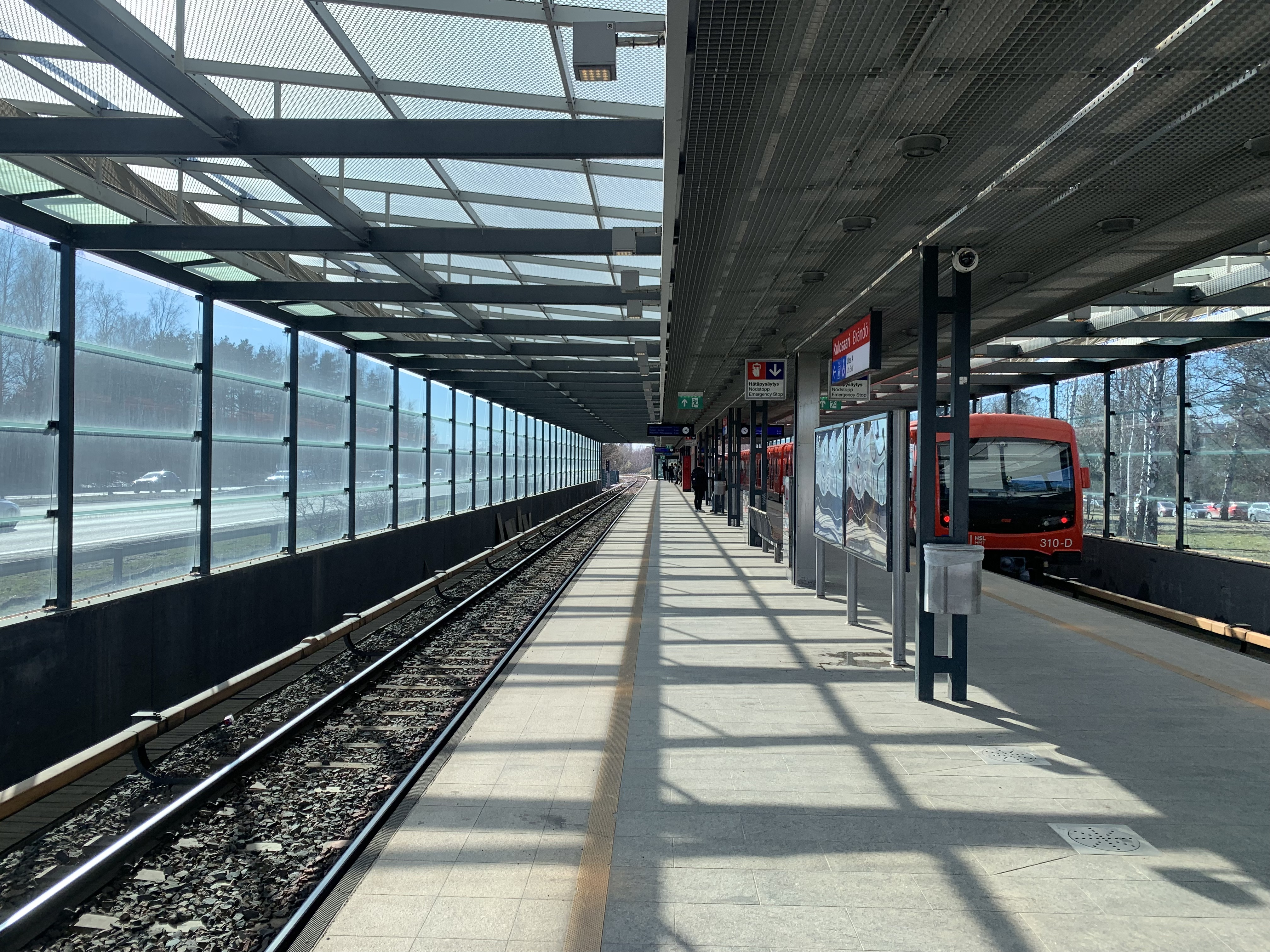

### Intermodalité
Elle dispose de parcs pour les vélos et de parkings pour les véhicules. Des arrêts de bus de la région d'Helsinki, situés à proximité, sont desservis par les lignes 16, 81, 500 et 510.